# Старокостянтинів II
Старокостянтинів II (Старокостянтинів-Другий) — проміжна залізнична станція Жмеринської дирекції Південно-Західної залізниці на лінії Варшиця — Старокостянтинів I між станціями Старокостянтинів I (10 км) та Адампіль (30 км). Розташована у місті Старокостянтинів Хмельницького району Хмельницької області за адресою: вул. Гончара, буд. 4.

## Історія
Станція відкрита 1938 року під час будівництва ширококолійної залізниці від лінії Козятин I — Вінниця до Старокостянтинова.

## Пасажирське сполучення
На станції зупиняються поїзди  далекого та приміського сполучення.